# Abbaye de Kopua
L’abbaye de Kopua (Abbey of our Lady of the Southern Star, littéralement « abbaye Notre-Dame de l'Étoile du Sud » ou plus simplement Southern Star Abbey ou « Abbaye de l'Étoile du Sud ») est une abbaye trappiste en activité située en Nouvelle-Zélande.
Fondé en 1954, le monastère est situé sur l'Île du Nord, à proximité du village de Takapau. Après une période difficile dans les années 1980, où plusieurs décès endeuillent la communauté, celle-ci choisit d'entamer dans les années 2000 un discernement commun sur l'avenir du monastère.

## Localisation et toponymie
L'abbaye est située sur la rive nord du Manawatu, dans la partie supérieure de son cours, en amont du coude que fait le fleuve en direction du sud-ouest.

## Histoire

### Fondation
La fondation est une initiative de Peter McKeefry, archevêque de Wellington. Le terrain de cinq cents acres, soit un peu plus de deux cents hectares, sur lequel l'évêque souhaite voir les cisterciens s'établir est un don que Tom et Rosalie Prescott avaient effectué le 16 mars 1948 à l'Église catholique, initialement dans l'espoir qu'elle construise un établissement d'enseignement agricole. Après une approbation du chapitre général en 1953, la création de l'abbaye est officiellement entérinée le 9 juin 1954. Six moines quittent l'abbaye irlandaise de Mount Melleray le 1er mai suivant et arrivent à Kopua en juin,.
Les moines s'établissent dans les logements des tondeurs de laine en construisant parallèlement le monastère. Dès le 6 novembre de la même année, le noviciat est ouvert. Des moines supplémentaires arrivent d'Irlande en 1955, 1958 et 1959 ; enfin les derniers Irlandais sont les pères John Kelly, en 1967, et Conleth O'Byrne, en 1969.

### Développement
Entretemps, en 1959, le monastère est élevé canoniquement en tant qu'abbaye, et le premier abbé, Joachim Murphy, est élu le 9 avril 1960. Sous son abbatiat, de profonds changements interviennent, avec le Concile Vatican II, le passage du latin à l'anglais dans la liturgie, mais aussi la possibilité plus largement offerte aux frères de faire des études à Rome et l'accent mis sur la vie fraternelle,.
En 1967, Tom Prescott, un des deux donateurs initiaux, meurt. Sa veuve Rosalie interpelle les moines en 1972 pour qu'ils créent un institut de formation agricole sur leur terrain, rejoignant ainsi son ambition initiale ; toutefois cet institut ferme ses portes dès 1980.

### Difficultés
La communauté connaît des périodes difficiles à partir des années 1980. Plusieurs frères meurent d'accidents ou de maladies, un certain nombre de candidats se découragent, et plusieurs moines décident de se lancer dans un ministère paroissial. Les moines sont hésitants sur l'attitude d'accueil à valoriser pour encourager les vocations de candidats locaux.
En l'an 2000, la communauté monastique entame un discernement sur son devenir. Peu de temps après, le 17 juillet 2003, Rosalie Prescott meurt, à près de 104 ans. John, son fils adoptif, rejoint alors la communauté monastique,.

### Restructuration progressive
Depuis les années 1990, la gestion de la ferme est peu à peu confiée à des laïcs, ainsi que celle de la maison d'hôtes. Un conseil consultatif de laïcs est mis en place au courant des années 2000 pour aider à la restructuration des finances et au développement de la ferme. L'étape suivante est la reconstruction complète du monastère en plusieurs étapes, avec l'aide d'un architecte et d'une architecte-paysagiste. La première étape est la refonte complète du complexe d'accueil. Les travaux en débutent en 2007, s'achèvent en 2008. La bénédiction de la nouvelle hôtellerie a lieu en juin 2008,.

### Liste des abbés
- Basil Hayes, supérieur du 9 juin 1954  au 8 avril 1960
- Joachim Murphy, abbé du 8 avril 1960 au 30 septembre 1986
- Basil Hayes, abbé du 20 octobre 1986 au 20 juin 1989
- John Kelly, supérieur ad nutum du 15 février 1990 au 19 mars 1992 puis abbé de cette date au 5 mars 1998
- Brian Keogh, abbé du 5 mars 1998 au 19 mars 2015
- John Pettite, supérieur ad nutum de 2015 à 2016
- Niko Verkley, supérieur ad nutum depuis 2016[3]

## Vie de la communauté
La ferme du monastère constitue le principal poste de revenu des moines. Initialement, les ressources principales étaient l'élevage bovin pour le lait et la viande bovine, l'élevage ovin, porcin, et la culture de pommes de terre. La ferme s'était également spécialisé, de manière plus anecdotique, dans la greffe d'arbres fruitiers, la production de carottes, de fraises et d'orchidées. Juste avant l'an 2000, la ferme recentre son activité sur la production laitière et de viande de taureau.